# داركو سوكولوف
داركو سوكولوف (بالمقدونية: Дарко Соколов)‏ مواليد 8 سبتمبر 1986 في كوتشاني، جمهورية يوغوسلافيا الاشتراكية الاتحادية، هو لاعب كرة سلة مقدوني. بدأ مسيرته الاحترافية في سنة 2002. يلعب في الدوري المقدوني لكرة السلة. يحمل الرقم 6. يبلغ طوله 6 قدم 2.75 بوصة (1.9 م). لعب مع نادي بوسنا رويال لكرة السلة وإم زد تي سكوبيه.

## روابط خارجية
- داركو سوكولوف على موقع الاتحاد الدولي لكرة السلة (الإنجليزية)
- داركو سوكولوف على موقع كرة السلة الأوروبية.كوم (الإنجليزية)
- داركو سوكولوف على موقع ريلجم (الإنجليزية)
- داركو سوكولوف على موقع بروبوليرز (الإنجليزية)